# Борозды Пантеон
Бо́розды Пантеон (лат. Pantheon Fossae) — система борозд (длинных и узких впадин) посреди равнины Жары на Меркурии. Они расходятся из общего центра и тянутся на сотни километров. Аналогов этого объекта не известно во всей Солнечной системе.
Эта структура была открыта на снимках, сделанных космическим аппаратом «Мессенджер» 14 января 2008 года. Своё название она получила за сходство с ребристым (кессонированным) куполом римского Пантеона. Оно было утверждено Международным астрономическим союзом 8 апреля того же года. Кроме того, объект имеет неофициальное название «Паук» (англ. the Spider), присвоенное ему научной группой «Мессенджера». Эти борозды стали первыми из известных на Меркурии (и на 2014 год остаются единственными).
Около центра этой структуры находится 40-километровый кратер. Неизвестно, имеет ли он отношение к её происхождению. Его назвали Аполлодор в честь архитектора, который считается создателем римского Пантеона.

## Описание
В Пантеоне насчитывается около 230 борозд шириной более километра. Эта оценка сделана в 2010 году по лучшим на то время снимкам (на которых более узкие борозды не видны). Место, из которого они расходятся, расположено около центра равнины Жары — рядом с кратером Аполлодор, но за его пределами (на расстоянии около 30 км к юго-западу от его центра и 10 км от края). Приблизительные координаты этой точки — 30°11′ с. ш. 162°50′ в. д. / 30,19° с. ш. 162,83° в. д.
Резких границ Пантеон не имеет. Примерный радиус этой структуры оценивают в 230 км. Бо́льшая часть борозд кончается в пределах 175 км от их центра схождения (и в этом круге они занимают около 3 % площади), но некоторые тянутся намного дальше — во внешние части равнины Жары. Там они пересекаются с концентрическими разломами, обычными около краёв этой равнины, образуя паутиноподобную сетку.
Считается, что эти борозды представляют собой грабены (эта интерпретация основана на морфологии начальных участков нескольких из них). Их участки, близкие к кратеру Аполлодор, покрыты выбросами из него. Ширина борозд максимальна около их общего центра, где достигает нескольких (до 8) километров.
Согласно некоторым авторам, несколько больших борозд около центра Пантеона отличаются от остальных морфологией и возрастом. Они более широкие и короткие (тянутся не далее чем на 120 км) и расходятся из немного другой точки, но с удалением от центра приобретают то же направление, что и у соседних борозд. Кое-где около центра они пересекают обычные борозды, из чего видно, что они образовались позже. Выбросами из кратера Аполлодор покрыты и те и другие.

## Происхождение
Происхождение этих борозд точно не установлено. По-видимому, они образовались в ходе растяжения и растрескивания поверхности. Это растяжение могло быть следствием её подъёма, который, возможно, был вызван притоком магмы из недр планеты с образованием интрузивных тел. Возникшее при этом подъёме механическое напряжение было снято формированием трещин при ударе, образовавшем кратер Аполлодор, или без его помощи. Возможность такого происхождения этой системы борозд показывают исследования, включающие расчёт поля напряжений и сравнение с системами разломов на Земле и Венере. Рассчитано, что к формированию Пантеона мог бы привести подъём, достигающий 10 км в центре этой области и спадающий до нуля на расстоянии 300 км.
Возможно, этот объект по происхождению близок к своеобразным радиальным структурам Венеры — астрам. Возникновение борозд, расходящихся из их центра, связывают с распространением из очага магматизма трещин, которые могли заполняться расплавом и превращаться в дайки.